# Дівчинка з Іде

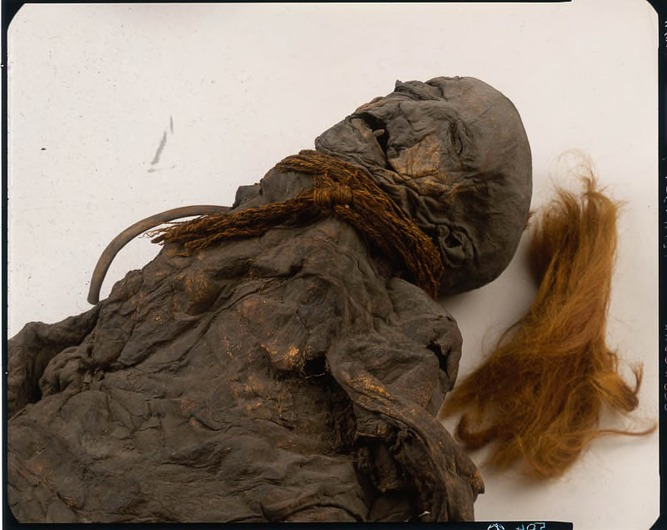
Дівчинка з Іде

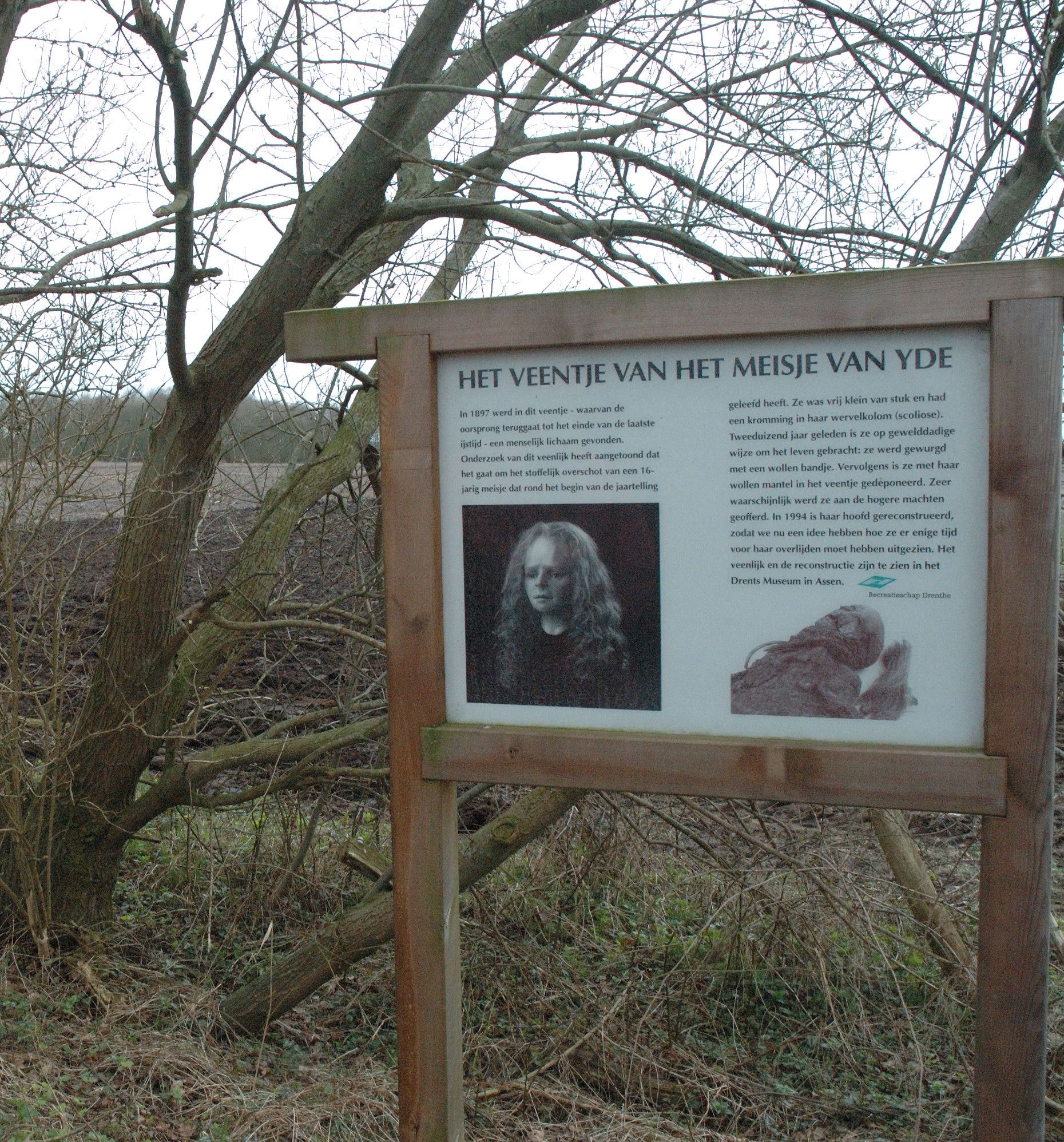
Стенд на місці знаходження тіла

Дівчинка з Іде (нід. Meisje van Yde) — таку назву отримало тіло дівчинки-підлітка, що добре збереглося, і було знайдене в торф'яному болоті, в околицях селища Іде в Нідерландах.

## Опис
Дівчинку з Іде знайшли 12 травня 1897 року. Тіло було загорнуте в шерстяну накидку. Навколо шиї дівчинки була затягнута сплетена з шерсті петля, що свідчить про її принесення в жертву або про покарання за злочин. В області ключиці слід від поранення. Шкіряні покриви не мали ознак розкладання, що характерно для болотяних людей.
Ця знахідка стала досить відома завдяки тому, що професор Річард Нів з Манчестерського університету відтворив зовнішність дівчинки за зліпками з її черепа. В наш час[коли?] дівчинка з Іде і реконструкція її голови [Архівовано 14 квітня 2011 у Wayback Machine.] виставлені в експозиції музею Ассена.